# Меккель (Німеччина)
Меккель (нім. Meckel) — громада в Німеччині, розташована в землі Рейнланд-Пфальц. Входить до складу району Бітбург-Прюм. Складова частина об'єднання громад Бітбургер-Ланд.
Площа — 10,80 км2. Населення становить 392 ос. (станом на 31 грудня 2020).

## Галерея

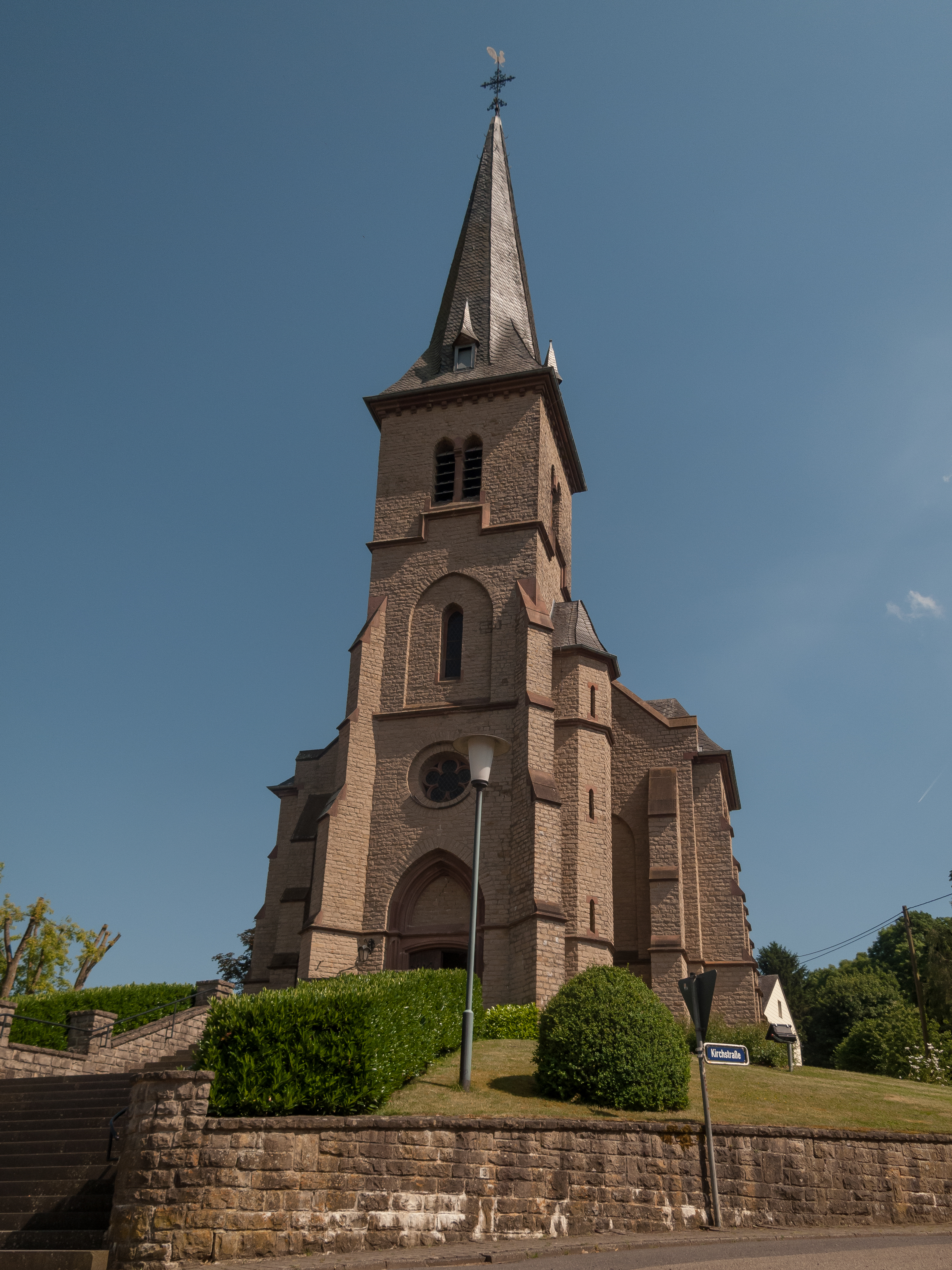
Meckel, die katholische Pfarrkirche Sankt Bartholomäus
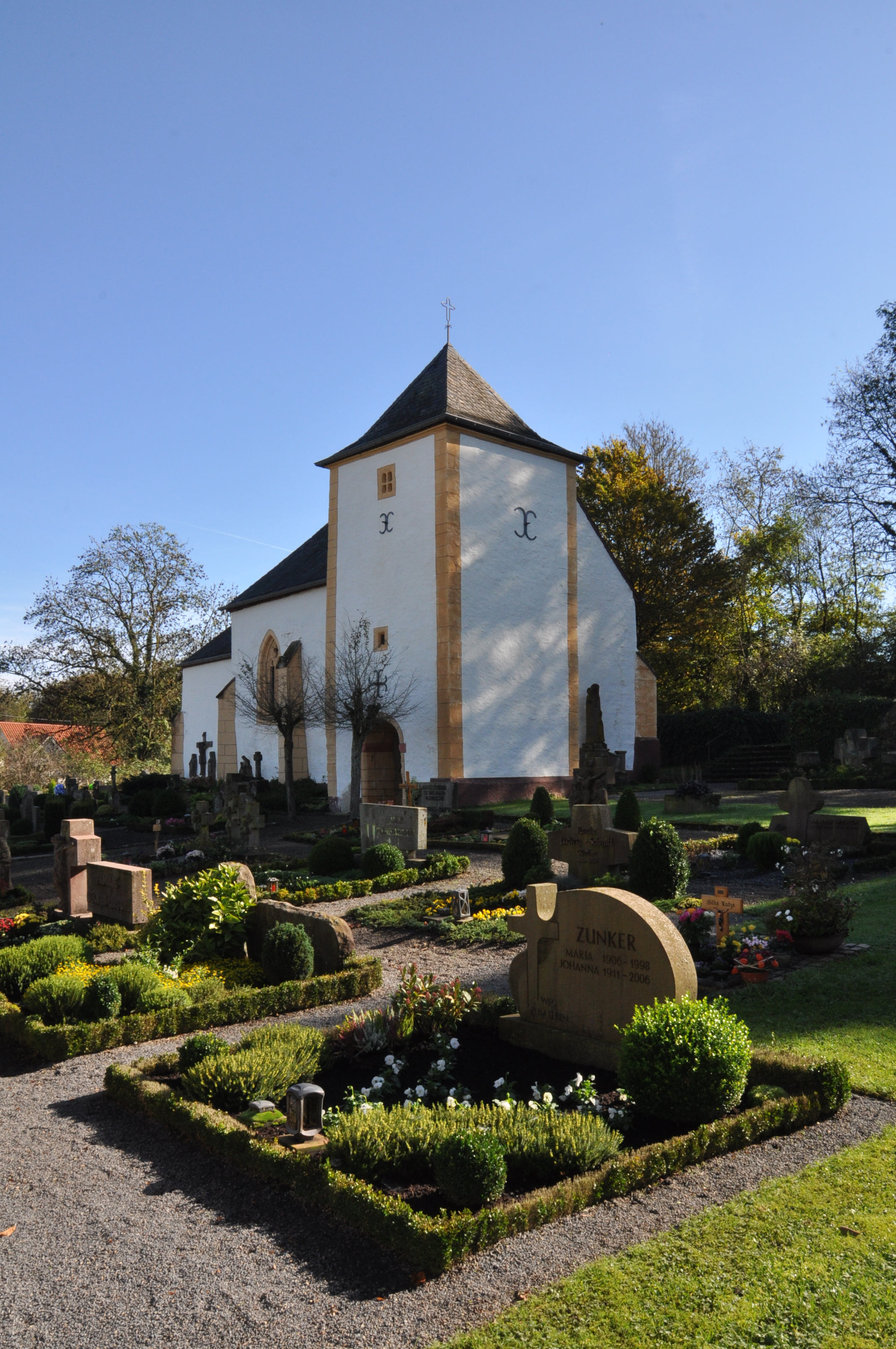